# Abdou Diouf
Abdou Diouf (in serere Abdu Juuf; Louga, 7 settembre 1935) è un politico senegalese, Primo ministro del Senegal dal 1970 al 1980 e Presidente della Repubblica dal 1981 al 2000.

## Politica culturale
Durante il primo decennio della presidenza di Abdou Diouf, il prestigio culturale del Senegal subisce un declino. A causa delle difficoltà economiche del paese, la politica del nuovo presidente è incentrata su una riorganizzazione amministrativa e finanziaria – secondo le indicazioni della Banca Mondiale e del Fondo Monetario Internazionale – che dà poco spazio alla cultura ed ai programmi sociali. Il presidente punta sulla tecnologia e sul progresso economico, differenziandosi sostanzialmente dal suo predecessore Léopold Sédar Senghor. In compenso durante i suoi mandati cresce la libertà d'espressione; già nel 1981 vengono legalizzati tutti i partiti politici (durante la presidenza di Senghor soltanto tre partiti erano consentiti) e nel giro di pochi anni nascono nuovi giornali e radio private.
L'ambizioso programma culturale di Senghor – che prevedeva una struttura pubblica di sostegno alle arti simile a quella francese – non sopravvive agli aggiustamenti economici del paese: molti istituti amministrativi vengono chiusi, gli artisti del Village des Arts di Dakar vengono cacciati dalla loro sede nel 1983 e nel 1988 il museo Dynamique è destinato ad ospitare le aule del Palazzo di Giustizia che aveva una sede dichiarata instabile e quindi inagibile. Inizialmente la politica culturale di Diouf non è definita in modo chiaro, ma si sviluppa in contrasto con quella del suo predecessore.
Diouf prende a prestito molte delle idee di Cheikh Anta Diop, avversario di Senghor, oppositore del movimento della Negritudine e sostenitore dell'Africanité; secondo Diop, infatti, è necessario incoraggiare le lingue e le culture nazionali, allontanandosi dalla dipendenza con la Francia e con l'Occidente. Pathé Diagne e Moustapha Kâ sono tra i creatori del programma culturale di Diouf. Secondo Tracy D. Snipe, dal budget del 1990 appare che i finanziamenti destinati al Ministero della Cultura e della Comunicazione sono soltanto di poco inferiori a quelli destinati da Senghor allo stesso fine; ciò nonostante l'impressione generale è che gli artisti non ricevono lo stesso supporto concesso durante gli anni sessanta e settanta.
Durante la presidenza di Diouf sono realizzati due studi Le Sursaut National, Les Etats Generaux de l'Education Nationale et de la Formation del 1981 e La Charte Culturelle Nationale del 1985: nessuno dei principi espressi viene però realizzato. In generale lo Stato – non più così aperto verso la cultura occidentale come sotto Senghor – promuove il ritorno alle tradizioni (attraverso la giornata culturale di Sedhiou e la settimana culturale nazionale). Nel 1983 è inaugurata la Galleria nazionale di Dakar, galleria pubblica con finalità commerciali. Le Esposizioni Itineranti sono rinnovate con una nuova serie nel 1990 (con mostre in Francia, Germania, Belgio, Lussemburgo e Stati Uniti).
Nel 1984 Pathé Diagne propone l'organizzazione del FESPAC (Festival Pan-Africano di Arti e Cultura) per il 1986. Comincia ad organizzare di sua iniziativa il progetto, con il sostegno dell'Associazione Internazionale delle Arti e della Cultura Pan-Africana (IESFESPAC) presieduta da lui stesso. Successivamente Diagne viene ufficialmente incaricato dal governo senegalese di organizzare il Festival e gli è data la responsabilità di trovare degli sponsor. Il Festival viene rimandato tre volte fino a quando il governo lo pianifica per il 25 ottobre 1988. La programmazione del Festival infine fallisce. Nel 1990 è creato il Commissariato Generale per la realizzazione del Mémorial de Gorée ed è organizzata la Biennale di Dakar, per celebrare la letteratura senegalese e africana. Lamine Sall, poeta ed ex presidente dell'Associazione degli Scrittori Senegalesi, è incaricato di presiederla.
Diouf istituisce il Grand Prix du Président de la République pour les Arts (gran premio del presidente della repubblica per le arti) e organizza l'evento per soddisfare chi richiede maggiore attenzione da parte del governo verso la cultura, ma la Biennale riceve comunque le critiche da chi considera la manifestazione solo una mossa politica del presidente per promuovere il turismo. Sempre nel 1990 è organizzato il RECIDAK (Rencontres Cinématographiques de Dakar), per sostenere la produzione cinematografica; il Festival del Burkina Faso del 1991 decreta però la supremazia del festival FESPACO di Ouagadougou rispetto a quello di Dakar. Nel 1992 – in vista delle elezioni presidenziali – ha luogo l'edizione del 1992 della Biennale di Dakar dedicata all'arte. Dopo un periodo di riorganizzazione amministrativa sostenuta dai maggiori finanziatori dell'evento è realizzata nel 1996 la seconda Biennale, nel 1998 la terza e nel 2000 la quarta, ancora gestita dai responsabili dal governo di Diouf, ma inaugurata dal suo successore Abdoulaye Wade.